# Volby do Evropského parlamentu na Slovensku 2014
Volby do Evropského parlamentu na Slovensku 2014 se uskutečnily 24. května 2014. Byly to třetí evropské volby konané na Slovensku. Volební účast byla 13,05%, tedy nejnižší v celé Evropské unii.

## Výsledky
| Strana | Strana                                                                    | Počet hlasů | Hlasy v % | +/–      | Počet mandátů | +/–  |
| ------ | ------------------------------------------------------------------------- | ----------- | --------- | -------- | ------------- | ---- |
|        | SMER - sociálna demokracia                                                | 135 089     | 24,09%    | ▼ -7,92% | 4             | ▼ -1 |
|        | Kresťanskodemokratické hnutie                                             | 74 108      | 13,21%    | ▲ +2,34% | 2             | ▬    |
|        | Slovenská demokratická a kresťanská únia - Demokratická strana            | 43 467      | 7,75%     | ▼ -9,24% | 2             | ▬    |
|        | OBYČAJNÍ ĽUDIA a nezávislé osobnosti                                      | 41 829      | 7,46%     | —        | 1             | ▲ +1 |
|        | NOVA — Konzervatívni demokrati Slovenska — Občianska konzervatívna strana | 38 316      | 6,83%     | —        | 1             | ▲ +1 |
|        | Sloboda a Solidarita                                                      | 37 376      | 6,66%     | ▲ +1,95% | 1             | ▲ +1 |
|        | Strana maďarskej koalície - Magyar Koalíció Pártja                        | 36 629      | 6,53%     | ▼ -4,80% | 1             | ▼ -1 |
|        | Most-Híd                                                                  | 32 708      | 5,83%     | —        | 1             | ▲ +1 |
|        | Strana TIP                                                                | 20 730      | 3,69%     | —        | 0             |      |
|        | Slovenská národná strana                                                  | 20 244      | 3,61%     | ▼ -1,94% | 0             | ▼ -1 |
|        | Ľudová strana Naše Slovensko                                              | 9 749       | 1,73%     | —        | 0             |      |
|        | PRÁVO A SPRAVODLIVOSŤ                                                     | 9 322       | 1,66%     | —        | 0             |      |
|        | Komunistická strana Slovenska                                             | 8 510       | 1,51%     | ▼ -0,14% | 0             | ▬    |
|        | Strana demokratického Slovenska                                           | 8 378       | 1,49%     | —        | 0             |      |
|        | Národ a Spravodlivosť – naša strana                                       | 7 763       | 1,38%     | —        | 0             |      |
|        | Magnificat Slovakia                                                       | 6 646       | 1,18%     | —        | 0             |      |
|        | Európska demokratická strana                                              | 3 739       | 0,66%     | —        | 0             |      |
|        | Kresťanská SLOVENSKÁ NÁRODNÁ STRANA                                       | 3 631       | 0,64%     | —        | 0             |      |
|        | Strana moderného Slovenska                                                | 2 851       | 0,50%     | —        | 0             |      |
|        | ÚSVIT                                                                     | 2 773       | 0,49%     | —        | 0             |      |
|        | 7 STATOČNÝCH REGIONÁLNA STRANA SLOVENSKA                                  | 2 696       | 0,48%     | —        | 0             |      |
|        | Strana zelených                                                           | 2 623       | 0,46%     | ▼ -1,65% | 0             | ▬    |
|        | Slovenská ľudová strana                                                   | 2 590       | 0,46%     | —        | 0             |      |
|        | PRIAMA DEMOKRACIA — Kresťanská ľudová strana                              | 2 405       | 0,42%     | —        | 0             |      |
|        | VZDOR - strana práce                                                      | 1 769       | 0,31%     | —        | 0             |      |
|        | Strana občianskej ľavice                                                  | 1 311       | 0,23%     | —        | 0             |      |
|        | DEMOKRATICKÁ OBČIANSKA STRANA                                             | 1 273       | 0,22%     | —        | 0             |      |
|        | Maďarská kresťanskodemokratická aliancia                                  | 1 170       | 0,20%     | —        | 0             |      |
|        | Nový parlament                                                            | 900         | 0,16%     | —        | 0             |      |
| Celkem | Celkem                                                                    | 560 603     | 100,00%   |          | 13            |      |

## Předvolební průzkumy
| Datum     | Agentura       | SMER-SD | SDKÚ-DS | SMK  | KDH  | SNS | SaS | Most-Híd | OĽaNO | NOVA | KSS | ĽSNS | Ostatní |
| --------- | -------------- | ------- | ------- | ---- | ---- | --- | --- | -------- | ----- | ---- | --- | ---- | ------- |
| 4.3.2014  | MVK            | 38.8    | 6,4     | 5,2  | 12,0 | 4,7 | 5,1 | 4,7      | 8,5   | 7,5  | n/a | 3,3  | n/a     |
| 22.2.2014 | Polis          | 50,5    | 8,2     | 4,5  | 12,9 | n/a | 4,0 | 9,8      | 7,3   | 0,7  | 1,0 | n/a  | n/a     |
| 6.6.2009  | Evropské volby | 30,2    | 17,0    | 11,3 | 10,9 | 5,6 | 4,7 | n/a      | n/a   | 2,1  | 1,7 | n/a  | 14,7    |